# Sapyga
Sapyga  (лат.) — род ос-сапиг из подсемейства Sapyginae (Sapygidae).

## Распространение
Палеарктика. Для СССР указывалось 9 видов.
По данным каталога перепончатокрылых России (2017) в мире более 28 видов, в Палеарктике 17, в России 5 видов.

## Описание
Длина около 1 см. Переднеспинка сбоку пунктированная. Шпоры на передних ногах расщеплённые. На средних лапках основной членик равен примерно равен 2—4-му членикам вместе взятым. Самки паразитируют в гнёздах одиночных пчёл (Osmia, Heriades, Formicapis, Chelostoma и других), в которые откладывают свои яйца.

## Систематика
Около 20 видов.
- Sapyga angustata Cresson, 1880
- Sapyga centrata Say, 1836
- Sapyga confluenta  Cresson, 1880
- Sapyga elegans Cresson, 1880
- Sapyga gussakovskii Kurzenko, 1986
- Sapyga maculata Provancher, 1882
- Sapyga martinii Smith, 1855
- Sapyga morawitzi Turner, 1911
- Sapyga multinotata Pic, 1920
- Sapyga nevadica Cresson, 1880
- Sapyga octoguttata Dufour, 1849
- Sapyga pumila Cresson, 1880
- Sapyga quinquepunctata (Fabricius, 1781)
- Sapyga similis (Fabricius, 1793)